# Sociedade Patriótica Lisbonense
A Sociedade Patriótica Lisbonense, mais conhecida pelo nome de Clube dos Camilos por se reunir num espaço pertencente ao convento lisboeta da ordem dos Camilianos, nas vizinhanças da Praça da Figueira, foi um grupo de pressão constituída em associação informal da esquerda radical e liberal portuguesa de meados do século XIX, local de frequentes reuniões e centro de discussão das propostas mais radicais para a reforma da sociedade portuguesa de então. 
Foi fundada em 9 de Março de 1836, tendo entre os seus membros fundadores João Baptista da Silva Leitão de Almeida Garrett, Francisco Xavier da Silva Pereira, António César de Vasconcelos Correia e Rodrigo Pinto Pizarro Pimentel de Almeida Carvalhais. O seu primeiros presidente foi Francisco Saraiva da Costa Refoios, um militar ligado à primeira fase do liberalismo português.
Tinha como seu secretário Inocêncio Francisco da Silva.
Eram quase todos maçons dissidentes do Grande Oriente Lusitano e aderentes à chamada Maçonaria do Sul. Podemos acrescentar, neste grupo político, mais os seguintes nomes: António Bernardo da Costa Cabral, Francisco António de Campos, Francisco Soares Caldeira, José Alexandre de Campos e Almeida, José Fortunato Ferreira de Castro, José Liberato Freire de Carvalho, José Vitorino Barreto Feio, Júlio Gomes da Silva Sanches, Leonel Tavares Cabral, Macário de Castro da Fonseca e Sousa, Manuel dos Santos Cruz e Manuel de Sousa Raivoso. 
Apenas um mês e meio, a 28 de Abril, dá-se a sua dissolução oficial pelo Conselho de Ministros e cuja ordem sai depois, através Portaria do Ministério do Reino, em de 9 de Maio.
Apesar da extinção formal da Sociedade Patriótica Lisbonense (supra), os seus membros continuaram activos nos meses subsequentes. 